# 圣伊莱尔德布朗 (伊泽尔省)
圣伊莱尔德布朗（法語：Saint-Hilaire-de-Brens）是法国伊泽尔省的一个市镇，属于拉图迪潘区（La Tour-du-Pin）克雷米厄县（Crémieu）。该市镇总面积7.52平方公里，2009年时的人口为512人。

## 人口
圣伊莱尔德布朗人口变化图示